# 1883 في فرنسا
فيما يلي قوائم الأحداث التي وقعت خلال عام 1883 في فرنسا.

## ظهور
- 1 يناير – كيرابان العنيد رواية من تأليف جول فيرن.

## كتب
من الكتب التي صدرت هذه السنة في فرنسا:
- 1 يناير – كيرابان العنيد من تأليف جول فيرن.

## مواليد

### أبريل
- 14 أبريل – لويس باش لاعب كرة قدم فرنسي.

### مايو
- 19 مايو – غابرييل بوه

### يونيو
- 28 يونيو – بيير لافال سياسي فرنسي.[1]

### يوليو
- 25 يوليو – لويس ماسينيون[2]

### أغسطس
- 19 أغسطس – كوكو شانيل[3]

### سبتمبر
- 30 سبتمبر – جين جالزي كاتبة سير فرنسية.[4]

### نوفمبر
- 17 نوفمبر – غاستون أمسون مبارز بالسيف فرنسي.[5]
- 27 نوفمبر – جورج بينوا[6]

### ديسمبر
- 7 ديسمبر – راوول كودرون لاعب كرة قدم فرنسي.
- 7 ديسمبر – غاستون بارو لاعب كرة قدم فرنسي.
- 16 ديسمبر – ماكس ليندر[7]
- 24 ديسمبر – أنطوان فور درّاج طريق فرنسي.

## وفيات

### يناير
- 23 يناير – غوستاف دوريه (مواليد 1832)[8]

### أبريل
- 6 أبريل – تشارلز بارغ (مواليد 1826) رسام فرنسي.[9]
- 24 أبريل – جوليس سانديو (مواليد 1811) روائي ومسرحي فرنسي.
- 27 أبريل – إدوارد روش (مواليد 1820) عالم فلك فرنسي.[10]
- 30 أبريل – إدوارد مانيه (مواليد 1832) رسام فرنسي.[11]

### مايو
- 5 مايو – إيفا غونزاليس (مواليد 1849) رسامة فرنسية.[12]

### يوليو
- 9 يوليو – لينان دو بلفون (مواليد 1798)[13]

### أغسطس
- 18 أغسطس – شارل دفريمري (مواليد 1822) بروفيسور فرنسي.[14]
- 24 أغسطس – هنري كونت تشامبورد (مواليد 1820)[15]

### أكتوبر
- 5 أكتوبر – خواكيم باراند، (و. 11 أغسطس 1799) جيولوجي وعالم أحياء قديمة فرنسي.[16]
- 27 أكتوبر – لوي بريغيه (مواليد 1804) فيزيائي فرنسي.[17]

### نوفمبر
- 1 نوفمبر – بيري غوستاف روز (مواليد 1812) عسكري فرنسي.

### ديسمبر
- 9 ديسمبر – فرنسوا لونرمان (مواليد 1837)[18]